# 네이트 실버
네이트 실버(Nate Silver, 1978년 1월 13일 ~ )는 미국의 통계학자이자 세이버매트리션, 정치분석가, 언론인이다. 2002년, 야구선수 분석 및 예측 시스템인 PECOTA를 개발하며 명성을 얻기 시작했다. 2007년부터 익명으로 미 대선 결과 예측을 인터넷에 올리다가, 2008년에는 선거 및 정치 분석 웹사이트 FiveThirtyEight를 만들었다. 2008년 대선, 상원의원 선거, 2012년 대선 결과 등을 정확히 예측하였다.

## 저서
- 신호와 소음(en:The Signal and the Noise, 2012)

## 같이 보기
- 네트워크 과학
- 시스템 과학
- 버러바시 얼베르트 라슬로